# Согом
Сого́м (рос. Согом) — присілок у складі Ханти-Мансійського району Ханти-Мансійського автономного округу Тюменської області, Росія. Адміністративний центр та єдиний населений пункт Согомського сільського поселення.
Населення — 282 особи (2017, 306 у 2010, 252 у 2002).
Національний склад станом на 2002 рік: ханти — 46 %, росіяни — 38 %.